# Камарате
Камарате (порт. Camarate; МФА: [kɐ.mɐ.ˈɾa.tɨ]) — парафія в Португалії, у муніципалітеті Лореш. Розташована в західній частині країни, на теренах історичної португальської провінції Ештремадура. Входить до складу округу Лісабон. За адміністративним поділом, чинним до 1976 року, терени парафії були складовою провінції Ештремадура. Належить до Лісабонського патріархату Католицької церкви. Патрон — святий Яків. Площа — 5,6723 км². Населення — 19789 ос. (2011). Сильно урбанізований регіон. Густота населення — 3488,71 осіб/км²
. Код — 110703.

## Населення
| Кількість мешканців | Кількість мешканців | Кількість мешканців | Кількість мешканців | Кількість мешканців | Кількість мешканців | Кількість мешканців | Кількість мешканців | Кількість мешканців | Кількість мешканців | Кількість мешканців | Кількість мешканців | Кількість мешканців | Кількість мешканців | Кількість мешканців |
| ------------------- | ------------------- | ------------------- | ------------------- | ------------------- | ------------------- | ------------------- | ------------------- | ------------------- | ------------------- | ------------------- | ------------------- | ------------------- | ------------------- | ------------------- |
| 1864                | 1878                | 1890                | 1900                | 1911                | 1920                | 1930                | 1940                | 1950                | 1960                | 1970                | 1981                | 1991                | 2001                | 2011                |
| 638                 | 567                 | 708                 | 475                 | 645                 | 735                 | 968                 | 1 004               | 1 832               | 5 053               | 14 053              | 19 900              | 20 800              | 18 821              | 19 789              |